# Astrogomphus vallatus
Astrogomphus vallatus is een slangster uit de familie Gorgonocephalidae.
De wetenschappelijke naam van de soort werd in 1869 gepubliceerd door Theodore Lyman. Deze soort is de typesoort van het geslacht Astrogomphus.